# Глосатор
Глосатор је аутор глоса, односно објашњења или коментара одређеног текста. У ужем смислу, глосатори су правници који су деловали  у XII и XIII веку широм Италије, Немачке и и Француске. Глосатори представљају колевку јуриспруденције и они су заједно сачињавали школу у којој су размењивали мишљења и ставове, али и преносили знање другима. Поред тога, глосатори су спроводили и детаљне студије одређеног текста које су резултирале збиркама објашњења. Њихов посао је, у суштини, био оживљавање класичног римског права.

## Историја
Појава глосатора се везује за град Болоњу, где је правник Ирнерије основао унивезитет 1119. године. Најпре су он и његови следбеници били предавачи на универзитету.  Име основане школе потиче од „glossa“ - тумачења римских текстова које су глосатори записивали између редова (лат.-interlinearis) и на маргинама (лат.-marginalis) Реч глосатор настала је у средњовековном латинском језику (лат. glossa –сјај) и овај латинизам је од краја средњег века позајмљен у српском, али и осталим европским језицима као што су:немачки, француски, италијански и шпански. Ову реч данас углавном користе само филолози, историчари и кодиколози.
Најпре, глосе су биле примедбе или тумачења речи и израза који су постали неразумљиви, јер је средњовековни латински и начин размишљања био нешто другачији од класичног. Неке глосе су упућивале на слична правила у другим деловима Јустинијанове кодификације, а било је и читавих малих студија. Глосатори ау сакупљали глосе које се односе на исто питање или групу питања у збирке зване summae, а било је и уопштених збирки које су се звале summae summarum.

## Веза глосатора и права
Период од једног века, у коме су деловали глосатори, представља време када је правна наука остварила велики напредак. Глосатори су били суочени са расцепканошћу овлашћења у имовинским односима свог времена и тако су створили установу подељене својине: dominium utile, dominium directum и dominium eminenes. Они су показали много успеха у догматској анализи и постали зачетници модерног правног метода. За њих је Јустинијанова кодификација представљала ratio scripta, односно "писани разум" и по њима, њу је потребно само правилно разумети.
Поред наведеног, глосе су описивали појединачне правне проблеме и решавали контрадикције међу различитим одломцима текстова. Третман којим су објашњаване законске одредбе био им је у великој мери непознат. Неки од третмана били су подложни ауторитативном размишљању средњег века јер су се парарелно одражавали и на схоластику у теологији. Глосатори су покушавали да протумаче Јустинијанову кодификацију и да је пре свега прилагоде свом времену – феудалном и црквеном праву.
Најважнији глосатори су били Ирнерије, Азон и Акурзије. Они су у уставном и правном животу свог времена, преузели улогу наставника,рецензената и уредника докумената. Првенствено се сматрало да су теоретичари који су пружали обуку за јавни живот, али су имали мало утицаја на практичну примену закона. Глосатори су за Corpus Iuris Civilis пружали „услуге“ које нису имале директан правни ефекат, што је било због чињенице да су чиновнички извори канониста, оријентисани ка садашњости, уживали приоритет. Лична и локална права такође су уживала приоритет у свакодневном правном животу. С друге стране, неки глосатори су сматрали да је Corpus Iuris Civilis директно примењив закон. Својим деловањем су учврстили  сопствени статус као важних правних тумача јер су без обзира на локалне услове могли да примене универзалну ваљаност и безвремену исправност римског закона. Они су имали епохални значај за читаву Европу. Оснивач Историјске правне школе, Фридрих Карл фон Савињи, глосаторе је назвао „реформаторима наученим из књиге (правног живота)“. Они су имали епохални значај за читаву Европу.
Тек је у ренесанси било заступљено мишљење да се историјски начин истраживања може применити на разне сфере и у то време се рађа историја књижевности, филозофије, уметности, па и историје права. Ирнерија су наследили Мартин, Булгар, Јакоб и Хуго и названи су "четири доктора". Такође, појавило се много других који су писали сопствена дела, а најзначајнији међу њима је био Плаценин, који је глосаторски начин рада пренео у јужну Француску и тамо око 1170. године, написао коментар Кодекса. Најважније дело глосатора, којом је окончан њихов начин рада, била је збирка глоса коју је објавио Акурзије, пос називом Glossa ordinaria. 

## Постглосатори
Од средине XII па све до XVI века, полазећи од Акурзијеве Glossa ordinaria, развија се нова варијанта италијанског начина подучавања (mos docendi italicus) - школа постглосатора или коментатора. Они су наставили рад глосатора и помогли при уклањању све очигледнијег јаза између чисте правне теорије и практичне применљивости закона. Најпознатији постглосатори су: Чино из Пистоје, Бартол из Сасоферата  и Балдо.  Постглосатори су наставном и научном делатношћу допринели још већем ширењу утицаја римског права, али су, поред тога, у већој мери него глосатори били усмерени ка пракси. Они су, утолико важнији за развој модерног права јер су омогућили рецепцију римског права. Kоментатори су се називали декрестима, бавили су се проучавањем  канонског правa и  остављали су коментаре на Decretum Gratiani , као и на папине декретале. Међу њима посебно се истиче Хугo.